# 朱朝瞌
上洛王朱朝瞌（？—？），字養明，明朝第五代上洛王，上洛恭靖王朱勤謶嫡長子。

## 生平
萬曆六年（1578年），封上洛長子。
萬曆二十六年（1598年）十月，明神宗以孝行旌獎朱勤謶與朱朝瞌父子。
萬曆三十二年（1604年），襲封上洛王。

## 著作
- 《青藜齋集》二卷[1]
- 《養明儲郡制義》一卷[5]
- 《洛書樓社艸》一卷[6]
- 《祀嶽詩》一卷[7]